# 1998年冬季残疾人奥林匹克运动会奥地利代表团
1998年冬季残疾人奥林匹克运动会奥地利代表团是奥地利派出的1998年冬季残疾人奥林匹克运动会代表团。获得7枚金牌、16枚银牌和11枚铜牌。